# ニック・フロスト (ラグビー選手)
ニック・フロスト（Nick Frost、1999年10月10日 - ）は、スーパーラグビー・パシフィック、ブランビーズに所属するラグビー選手。

## プロフィール
- オーストラリア・シドニー出身[1]。
- ポジションはロック(LO)。
- 身長 206cm、体重 120kg
- オーストラリア代表キャップは15（2024年2月現在）でワールドカップ2023のオーストラリア代表に選ばれた[2]。

## 略歴
キャンベラ・ヴァイキングズを経て、2019年、ブランビーズに加入。